# La Lamentation du Christ
La Lamentation du Christ est une peinture à l'huile sur panneau de l'atelier de Rogier van der Weyden, peut-être d'environ 1460-1464, bien que la datation soit contestée. Elle est conservée au Mauritshuis à La Haye.

## Sujet et description
Le tableau est une variation d'autres représentations de la Déploration du Christ que Rogier van der Weyden a réalisées précédemment, notamment le Retable de Miraflores et la Le Christ pleuré par sa Mère, saint Jean et sainte Marie Madeleine à Bruxelles. Le corps du Christ mort est entouré des personnes qui, selon la Bible, étaient présentes lors de la crucifixion : Marie, l'apôtre Jean, Marie Madeleine et les deux autres Maries. Les deux hommes sont Nicodème et Joseph d'Arimathie, qui s'occupèrent de l'embaumement et de l'enterrement du corps. L'ajout du client, à savoir un évêque, à la tenue duquel une grande attention a été portée, est une particularité. L'Annonciation est représentée au sommet de sa crosse et un Christ bénissant entre deux anges sur la fibule de la chape. Les Douze Apôtres sont représentés sur les ourlets de la chape. Derrière lui se tiennent les saints Pierre (avec la clé céleste) et Paul (avec l'épée).

## Client et datation

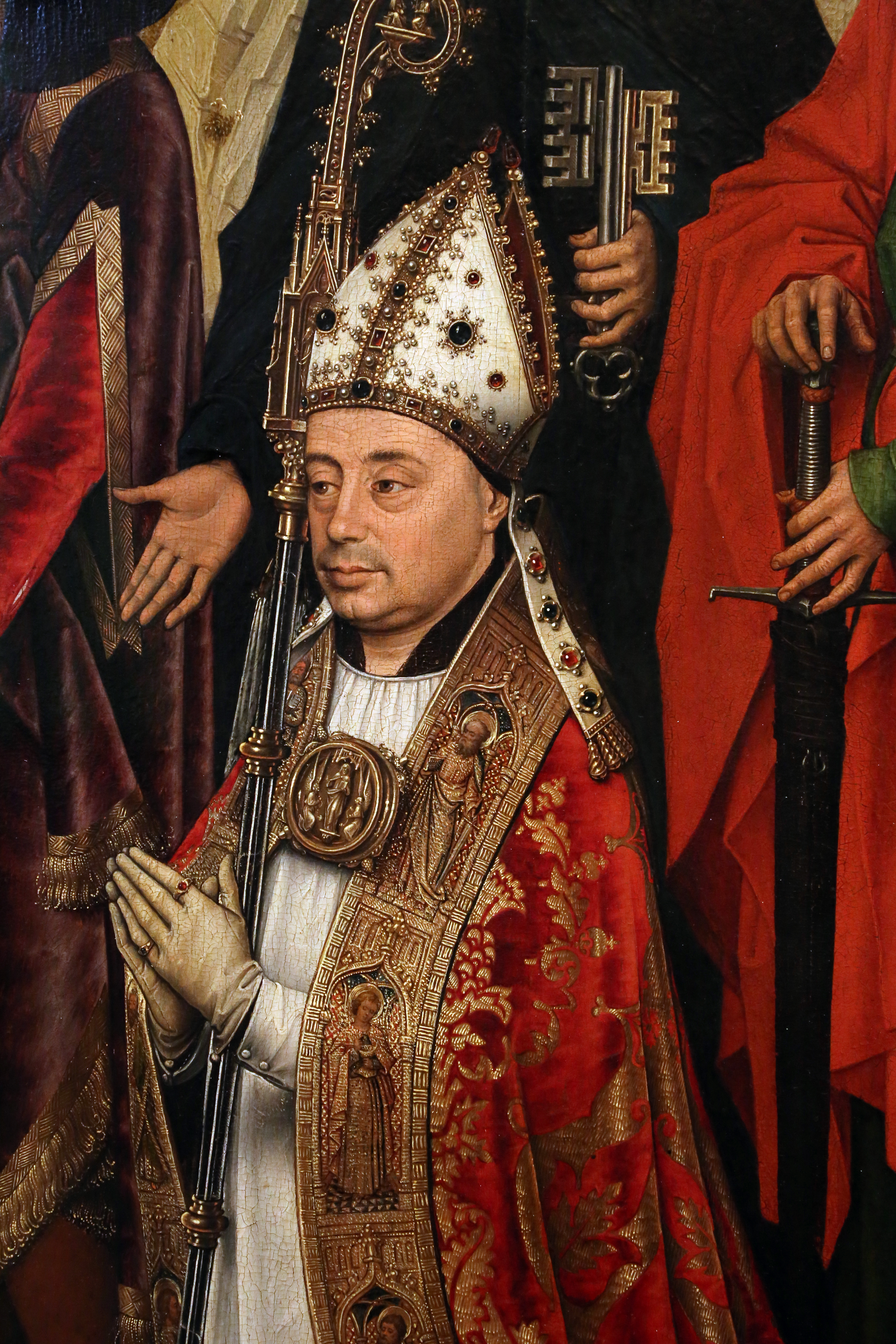
Détail : le commanditaire.

Erwin Panofsky a identifié le commanditaire, qui a pris Pierre comme son saint patron, comme étant Pierre de Ranchicourt, le seul « Pierre » qui était évêque à cette époque. Si cela est exact, le tableau n'aurait pas pu être peint avant avril 1463, date à laquelle Ranchicourt fut consacré évêque d'Arras,. Dans ce cas, Rogier a peut-être réalisé la première ébauche, mais le tableau a été achevé par des assistants d'atelier après sa mort en 1464. D'autres ont identifié le commanditaire comme étant Jean Chevrot, le commanditaire du Triptyque des Sept Sacrements. Dans ce cas, le tableau doit être daté beaucoup plus tôt, car l'homme apparaît ici plus jeune que dans d'autres œuvres. Derrière lui, les saints Pierre et Paul sont alors présents comme les illustres prédécesseurs de l'évêque. Albert Châtelet voit dans le commanditaire Philippe Courault, abbé de l'abbaye Saint-Pierre de Gand,.

## Style et technique
Bien que les historiens de l'art s'accordent à dire que le tableau n'a pas été exécuté par Rogier van der Weyden lui-même en grande partie, il a probablement été créé dans son atelier. Le style du dessin sous-jacent est similaire à celui d'autres œuvres authentiques, telles que la Lamentation du Christ. Le tableau est de grande qualité et certaines parties, comme le corps du Christ, auraient pu être peintes par Rogier lui-même, mais la composition dans son ensemble est moins cohérente et harmonieuse qu'on pourrait l'attendre de lui. 
Certaines figures sont tirées d'œuvres plus anciennes et probablement basées sur des dessins qui étaient présents dans l'atelier. La femme agenouillée au premier plan en est un exemple, qui, en miroir, mais par ailleurs presque identique, revient sous les traits de Marie Madeleine dans une imitation à Cologne de la célèbre Descente de Croix de Rogier. Le crâne du tableau du Mauritshuis a été remplacé par un pot à onguent, attribut habituel de Marie Madeleine. Le dessin sous-jacent du tableau du Mauritshuis montre qu'un pot à onguent était également prévu à l'origine. Initialement, cette figure était également censée représenter Marie Madeleine, mais dans le tableau final, elle se trouve à l'extrême gauche. Il est probable que les deux peintres ont utilisé un modèle commun pour la femme assise. La même figure peut également être reconnue sur un retable de l'atelier du Maître de la Légende de sainte Catherine.

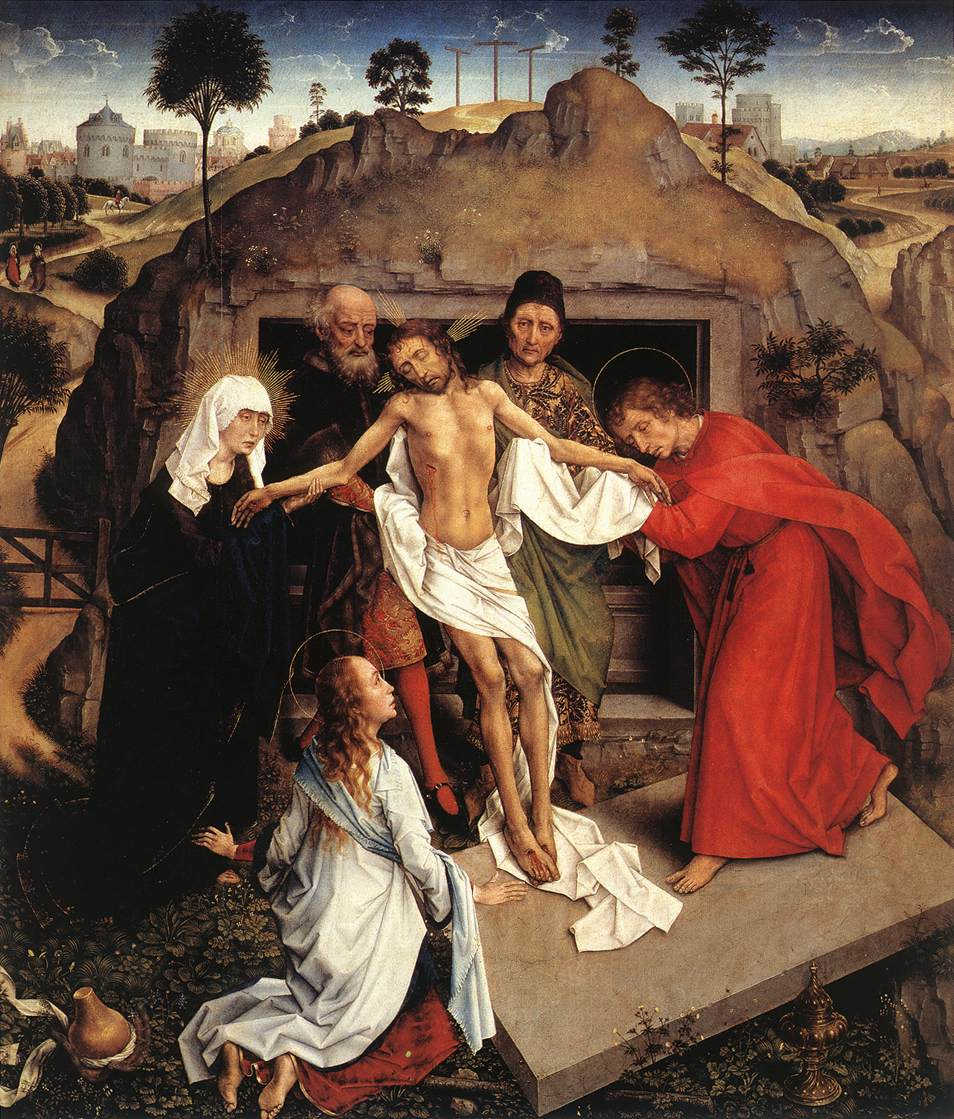
Rogier van der Weyden, Lamentation du Christ, 1450, Galerie des Offices.
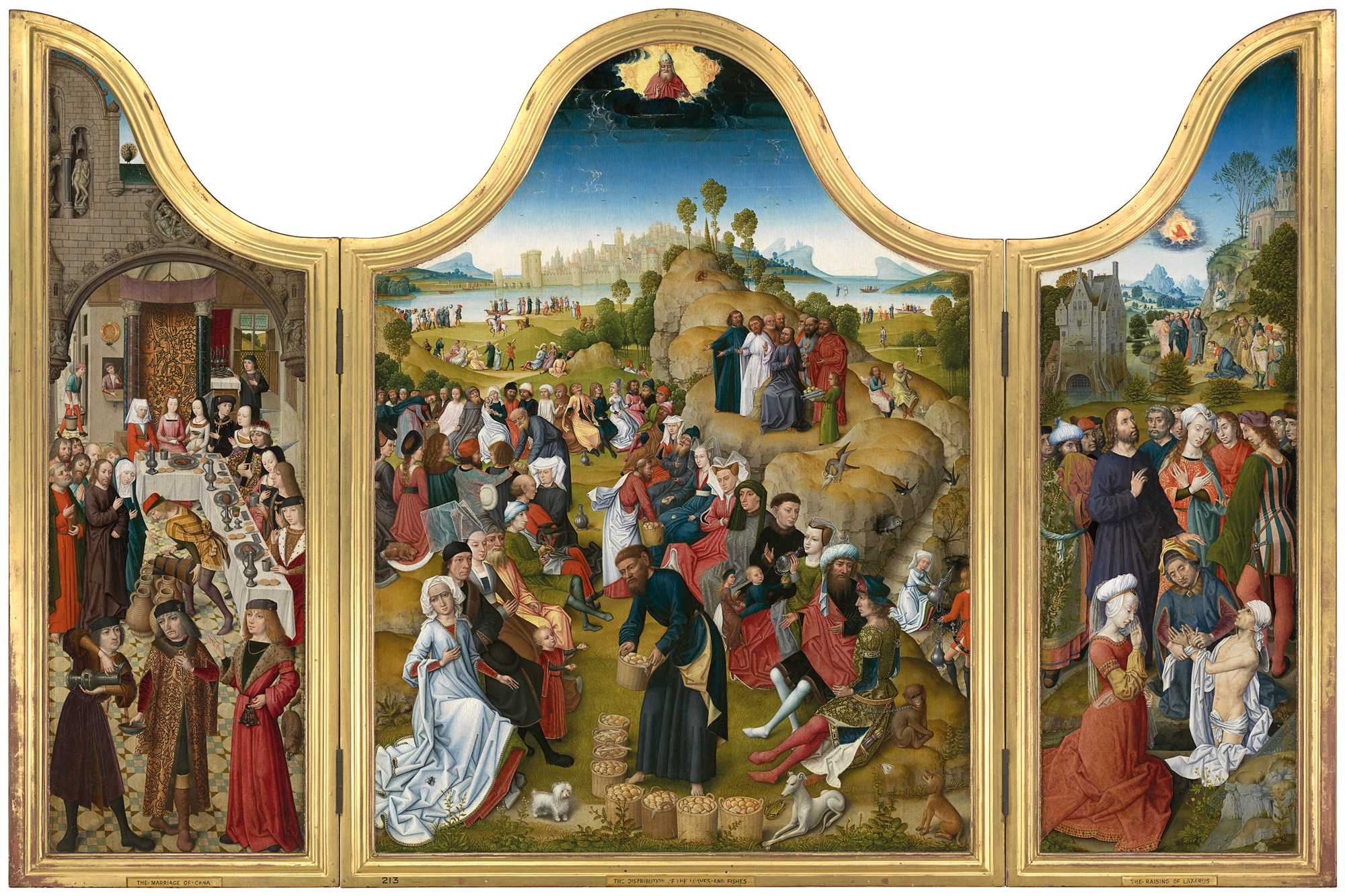
Maître de la Légende de sainte Catherine, Triptyque avec les miracles du Christ, fin XVe siècle, musée national du Victoria.